# 陳艾湄
陳艾湄（英語：Amy Chen，1968年7月5日—），本名陳淑鎂，為台灣女歌手，於1988年出道，1989年與高明駿合唱《誰說我不在乎》因此走紅。

## 生平
陳艾湄除了擁有高亢清亮且甜美的嗓音，舞蹈是她另一項優異的才藝 ，六歲學習舞蹈， 七歲就獲得新竹市民族舞蹈比賽 （兒童組 7～12歲），以七歲最小的年齡獲得兒童組第一名的榮譽。她國小是新竹國小音樂班的學生，從小奠定了相關的音樂知識與敏銳度最深的基礎。
陳艾湄就讀台北體院舞蹈科時，1986年與同為華視訓練中心歌唱訓練班的學員李惠山搭檔參加台視《五燈獎》〈情歌對唱比賽〉。陳艾湄與李惠山的搭檔組合，可說是相當熱門的比賽隊伍。《五燈獎》為了穩固收視率第一的寶座，會視情況安排相當受歡迎的〈情歌對唱比賽〉一週比賽兩次，這也讓兩位創下33週就奪得五度五關的紀錄。
陳艾湄於1988年由音樂老師譚健常捧出道，1989年與高明駿合唱《誰說我不在乎》走紅，該歌曲也搭配機車廣告，並讓當時擔任舞者的郭富城一夕爆紅。郭富城在爆紅之後，在台灣開的北中南三場的演唱會，均邀請陳艾湄來當他的演唱會嘉賓，合唱這首對他深具意義的歌曲《誰說我不在乎》。
《誰說我不在乎》專輯連續八週為臺灣唱片銷量第一名，在單曲榜上也是蟬聯數週冠軍，最終獲得1990年度《金曲龍虎榜》唱片銷量年度總排行榜前十名，同時也進入了電台1990年度排行榜十大金曲的行列，更獲選為當年度最受歡迎的男女對唱情歌。
《誰說我不在乎》一炮而紅後5年間，陳艾湄陸續出版五張專輯，以及兩張精選輯。其中以《我悄悄蒙上你的眼睛》這張專輯銷量最佳，締造20萬張（四白金）之銷售量佳績，在臺灣唱片銷量排行榜中，曾連續十週唱片銷量均在前十名排行榜內，也曾數度獲得單週唱片銷量冠軍。

## 音樂作品

### 專輯
| 唱片名稱             | 類型 | 發行日期 | 語言 | 發行單位           |
| -------------------- | ---- | -------- | ---- | ------------------ |
| 灰姑娘初戀日記       | 專輯 | 1988年   | 國語 | 巨翼唱片／歌林唱片 |
| 我悄悄蒙上你的眼睛   | 專輯 | 1991年   | 國語 | 巨翼唱片／歌林唱片 |
| 在每一個夢裡的鬼故事 | 專輯 | 1991年   | 國語 | 巨翼唱片／歌林唱片 |
| 牽絆                 | 專輯 | 1992年   | 國語 | 巨翼唱片／歌林唱片 |
| 改變                 | 專輯 | 1993年   | 國語 | 創世紀／波麗佳音   |

### 精選輯
| 唱片名稱       | 類型 | 發行日期 | 語言 | 發行單位                       |
| -------------- | ---- | -------- | ---- | ------------------------------ |
| 男女情歌精選集 | 專輯 | 1993年   | 國語 | 巨翼唱片／歌林唱片             |
| 金碟珍藏版     | 專輯 | 1993年   | 國語 | 巨翼唱片／风格唱片（新馬發行） |

## 小型演唱會
- 2015年3月21日 誰說我不在乎~陳艾湄 演唱會

## 外部連結
- 陳艾湄的Facebook專頁